# Pterolophia dohrni
Pterolophia dohrni là một loài bọ cánh cứng trong họ Cerambycidae.